# Basket-ball aux Jeux de la Francophonie
Le basket-ball est un des sports pratiqués lors des Jeux de la Francophonie depuis la première édition, en 1989.
Contrairement aux Jeux olympiques et aux Jeux méditerranéens, le tournoi ne comporte depuis la création des Jeux de la Francophonie qu’une épreuve : le tournoi féminin.

## Palmarès

### Féminin
| Année | Ville            | Médaille d’or | Médaille d’argent  | Médaille de bronze |
| ----- | ---------------- | ------------- | ------------------ | ------------------ |
| 1989  | Casablanca-Rabat | France        | Sénégal            | Canada             |
| 1994  | Paris-Bondoufle  | France        | Nouveau-Brunswick  | Roumanie           |
| 1997  | Antananarivo     | Sénégal       | France             | Nouveau-Brunswick  |
| 2001  | Ottawa-Hull      | Pologne       | Roumanie           | Lituanie           |
| 2005  | Niamey           | France        | Sénégal            | Tunisie            |
| 2009  | Beyrouth         | Roumanie      | Sénégal            | Tunisie            |
| 2013  | Nice             | Côte d'Ivoire | Wallonie-Bruxelles | Cameroun           |
| 2017  | Abidjan          | France        | Canada             | Sénégal            |
| 2023  | Kinshasa         | Sénégal       | Cameroun           | Madagascar         |

## Médailles par pays

### Tableau féminin
| Rang  | Nation             | Or | Argent | Bronze | Total |
| ----- | ------------------ | -- | ------ | ------ | ----- |
| 1     | France             | 4  | 1      | 0      | 5     |
| 2     | Sénégal            | 2  | 3      | 1      | 6     |
| 3     | Roumanie           | 1  | 1      | 1      | 3     |
| 4     | Côte d'Ivoire      | 1  | 0      | 0      | 1     |
| 4     | Pologne            | 1  | 0      | 0      | 1     |
| 6     | Cameroun           | 0  | 1      | 1      | 2     |
| 6     | Canada             | 0  | 1      | 1      | 2     |
| 6     | Nouveau-Brunswick  | 0  | 1      | 1      | 2     |
| 9     | Wallonie-Bruxelles | 0  | 1      | 0      | 1     |
| 10    | Tunisie            | 0  | 0      | 2      | 2     |
| 11    | Lituanie           | 0  | 0      | 1      | 1     |
| 11    | Madagascar         | 0  | 0      | 1      | 1     |
| TOTAL | TOTAL              | 9  | 9      | 9      | 27    |